# Smog
Smog je chemické znečištění atmosféry způsobené lidskou činností. Název pochází z anglického smísení dvou slov smoke ([sməʊk]IPA kouř) a fog ([fɒg]IPA mlha) – lingvisticky jde o splynulinu (portmanteau). Jedná se o jev, během kterého je atmosféra obohacena o složky, které v ní normálně nejsou a které jsou škodlivé pro zdraví. Z odborného hlediska se smog rozlišuje na dva typy: redukční a oxidační.

## Redukční smog

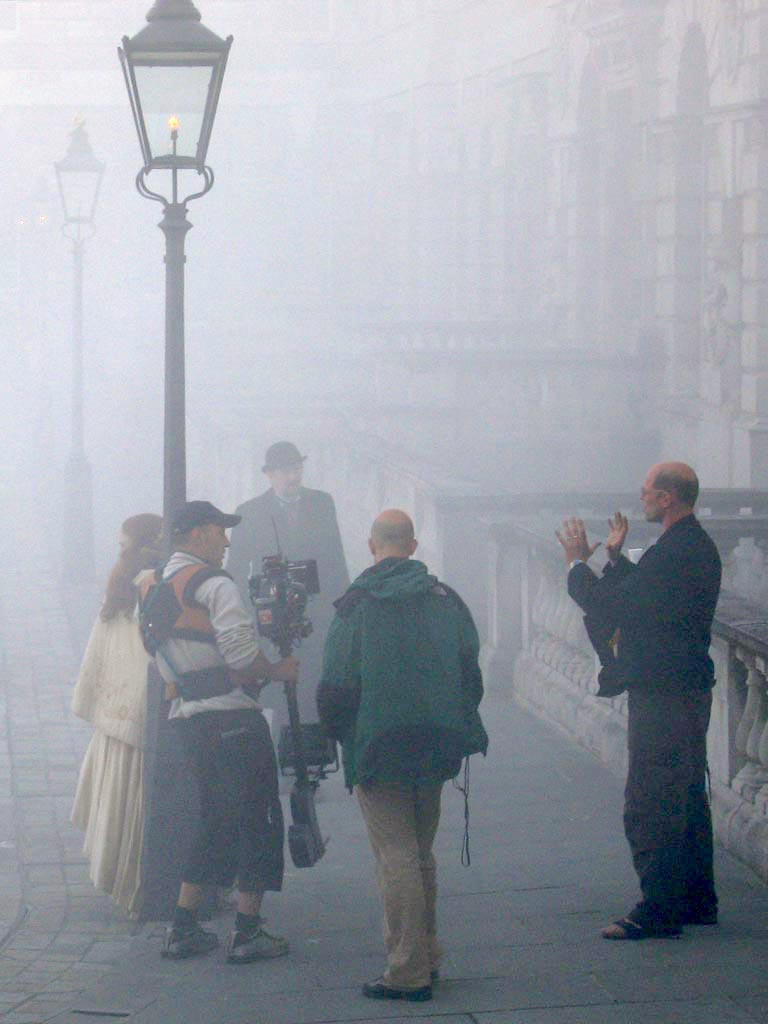
Londýnský smog

Redukční smog (též londýnský nebo zimní), je označení pro složeninu městského a průmyslového kouře s mlhou, vyskytující se během roku typicky v zimních podmínkách s výraznými přízemními inverzemi teploty vzduchu. V závislosti na průmyslovém znečištění moderní společnosti je zimní smog složen převážně z oxidu siřičitého SO2 a některých dalších látek, které snadno podléhají oxidaci. Tyto látky mají často silně redukční účinky na své okolí.

### Londýn
Londýnský smog je nechvalně znám už od římských dob. V roce 1306 Edvard I. zakázal spalovat uhlí, ale tento krok neměl dlouhého trvání. Situace se postupně zhoršovala až do padesátých let 20. století, kdy nastalo v Londýně několik katastrofických smogových situací, při nichž zahynuly tisíce lidí (např. velký smog roku 1952). Do těchto katastrof nahrávalo například ukončení londýnského tramvajového provozu v roce 1952 (tramvaje byly nahrazeny autobusy a vrátily se až roku 2000). V roce 1956 Parlament zavedl v hlavním městě tzv. bezkouřové zóny. Díky nim se snížily emise oxidů síry a londýnský smog se stal minulostí. Dnes je v Londýně hlavním problémem automobilový smog.
Londýnský (podle události z prosince roku 1952) neboli redukční smog je charakterizován směsí kouře (smoke), oxidů síry (dodávají redukční povahu) a dalších plynných zplodin spalování uhlí při vysoké relativní vlhkosti vzduchu a je obvykle doprovázen hustou mlhou (fog). Vysoká škodlivost se zde stupňuje přítomností popílku, který umožňuje snadný transport plynných složek smogu až do nejhlubšího nitra plic.

### Severní Čechy a Slezsko
Smog londýnského typu byl po desetiletí také typický pro průmyslové oblasti na území Česka, zejména v pánevní oblastí severních Čech a na Ostravsku. Nejhorší byla situace v 70. a v 80. letech 20. století v důsledku intenzivního rozvoje těžby a spalování uhlí. V 90. letech se situace zlepšila v důsledku nově přijatého zákona o ovzduší a následné výstavbě odsiřovacích zařízení v elektrárnách a dalších velkých zdrojích znečištění.

## Oxidační smog

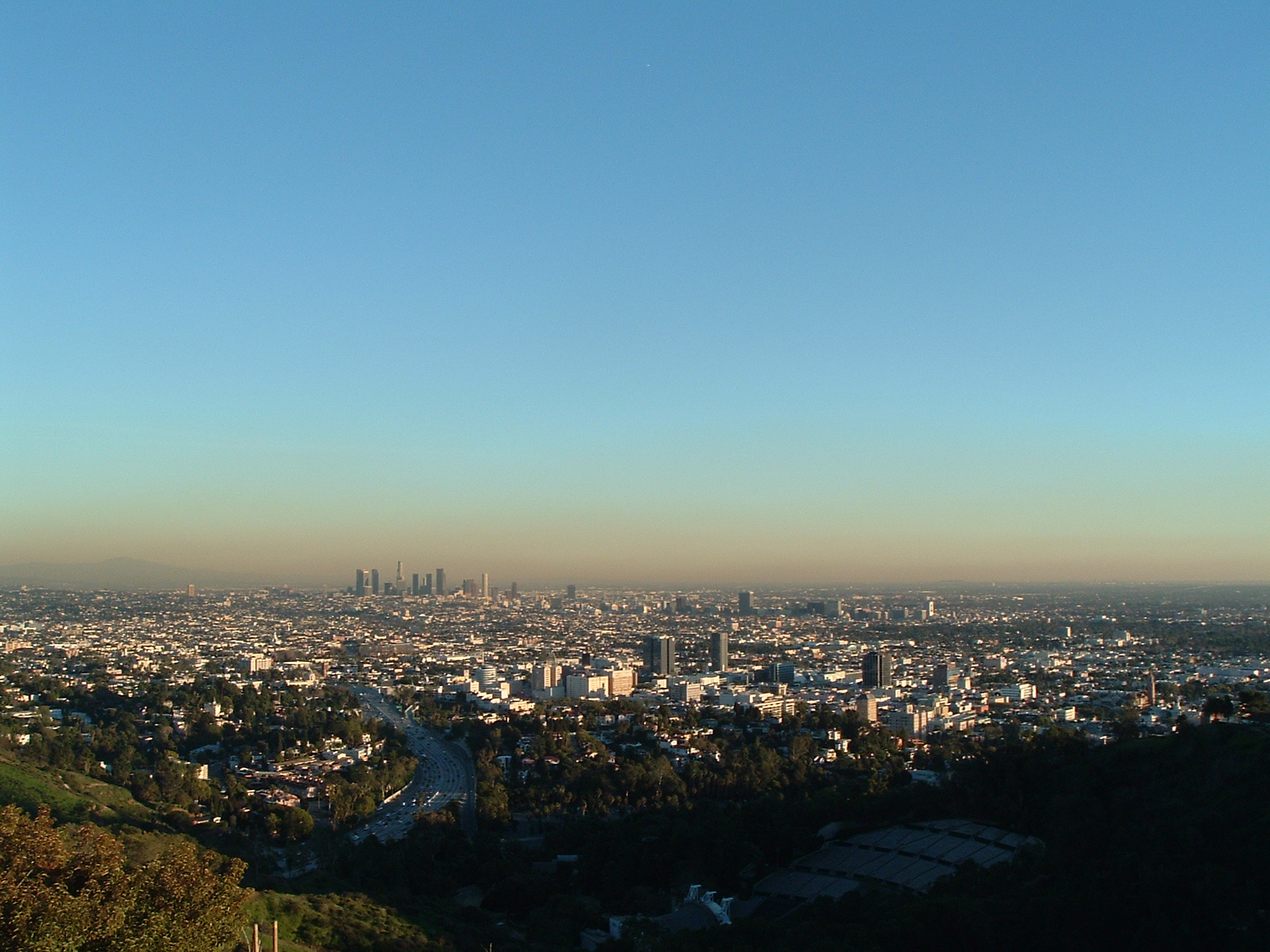
Na rozhraní města a oblohy je možno pozorovat opar oxidačního smogu

Oxidační smog byl objeven ve 40. letech v kalifornském městě Los Angeles. Bývá označován též jako kalifornský, losangeleský, fotochemický či letní smog. Tento druh smogu má silné oxidační, agresivní, dráždivé (na sliznice, dýchací cesty, oči atd.) a toxické účinky.
Patří k nejzávažnějším problémům znečištění ovzduší v Evropě. Koncentracím ozónu, které přesahují prahové hodnoty stanovené EU, je vystaveno asi 30 % obyvatel evropských měst, přičemž v důsledku znečištění ovzduší ozónem v Evropě každý rok předčasně umírá na 20 tisíc lidí.

### Složení a vznik
Jde o znečištění vzduchu, které vzniká v městských oblastech vlivem působení slunečních paprsků na některé složky dopravních exhalací. Jeho součástí jsou převážně vysoké koncentrace přízemního ozónu, díky kterému může být pozorován jako namodralý opar, a směs uhlovodíků, peroxyacetyltrinitrátu, oxidů dusíku (NO, NO2) a uhlíku (CO, CO2).
Důvodem jeho vzniku je zvýšená koncentrace NO2, který se vlivem slunečního UV záření rozpadá na radikály
NO2 ―UV→ NO + O ·
a další radikálovou reakcí vzniká ozón O3
O · + O2 → O3

### Negativní účinky
Fotochemický smog má negativní dopad na lidské zdraví i na vegetaci, včetně zemědělských plodin. Ozon narušuje funkci buněk, což přerůstá v poškození listů a jehličnanů a životně důležitých procesů. Lidé mohou pociťovat dýchací potíže, pálení oči, malátnost nebo snížení obranyschopnosti organismu. Ohroženi jsou zejména starší lidé, děti nebo astmatici a alergici.

### Fotochemický smog v České republice
V roce 2007 bylo přízemnímu ozonu, jakožto hlavní součástí fotochemického kouře, vystaveno 85 procent obyvatel. V roce 2006 to bylo o 6 % méně, v roce 2005 bylo fotochemickému smogu vystaveno 85 procent lidí v ČR. Tzv. letní smog tak patří mezi škodliviny, které v České republice dlouhodobě ohrožují nejvíc lidí.

## Jiný smog
Toto slovo se objevuje ještě v dalších spojeních charakterizujících znečistění dané kvality prostředí:
- Světelný smog – světelné znečištění
- Vizuální smog – např. reklamy a poutače v historických a od reklamy chráněných centrech měst[5]
- Akustický smog – nepřirozený zvuk (nadměrný hluk je hlučnost) s negativním dopadem na zdraví lidí v případě dlouhodobého působení